# Lovely Times/NORIKO Part III
『Lovely Times/NORIKO Part III』は、日本の歌手・酒井法子が1988年8月21日に発売した4枚目のオリジナル・アルバムである。

## 解説
初の海外レコーディング作品であり、同名の写真集の撮影も兼ねてロンドンでヴォーカル録りが行われた。

チャゲ&飛鳥と西木栄二の3名による作曲作品で構成された5ヶ月ぶりのアルバム。「アクティブ・ハート」は『トップをねらえ!』の主題歌、「トライ Again…」は同アニメのエンディングテーマにそれぞれ使用された。

## チャート成績
週間オリコンチャートにて8位を記録、登場週数は8週。

## 収録曲
| #         | タイトル                             | 作詞       | 作曲      | 編曲      | 時間  |
| --------- | ------------------------------------ | ---------- | --------- | --------- | ----- |
| 1.        | 「ビート・パレード」                 | 森浩美     | 西木栄二  | 山本健司  | 4:01  |
| 2.        | 「トライ Again…」                    | 小倉めぐみ | 西木栄二  | 船山基紀  | 3:29  |
| 3.        | 「ウィンクに染めて」                 | 松本和子   | CHAGE     | 船山基紀  | 4:06  |
| 4.        | 「POPにいこうよ」                    | 森浩美     | 西木栄二  | 山本健司  | 4:25  |
| 5.        | 「LISTEN TO ME」                     | 飛鳥涼     | 飛鳥涼    | 十川知司  | 3:49  |
| 6.        | 「窓際の恋飛行〜水曜5時限目〜」      | 飛鳥涼     | 飛鳥涼    | 十川知司  | 3:45  |
| 7.        | 「ファイト!」                        | 飛鳥涼     | 飛鳥涼    | 船山基紀  | 3:59  |
| 8.        | 「アクティブ・ハート」               | 森浩美     | 西木栄二  | 船山基紀  | 3:23  |
| 9.        | 「STARDUST WAVE」                    | 森浩美     | 西木栄二  | 船山基紀  | 3:55  |
| 10.       | 「1ページのAugust」                  | 松本和子   | CHAGE     | 船山基紀  | 4:26  |
| 11.       | 「1億のスマイル-PLEASE YOUR SMILE-」 | 森浩美     | 飛鳥涼    | 船山基紀  | 3:51  |
| 合計時間: | 合計時間:                            | 合計時間:  | 合計時間: | 合計時間: | 43:09 |